# فرودگاه استیجاری شهرستان مدیسون
فرودگاه جامع مدیسون کاونتی (به انگلیسی: Madison County Executive Airport) (به زبان بومی: Tom Sharp Jr. Field) یک فرودگاه همگانی بهره‌برداری هوایی است که یک باند فرود آسفالت دارد و طول باند آن ۱۵۲۶ متر است. این فرودگاه در کشور ایالات متحده آمریکا قرار دارد و در ارتفاع ۲۳۰ متری از سطح دریا واقع شده است.